# Solarkraftwerk Blythe
Das Solarkraftwerk Blythe ist ein von NextEra Energy projektiertes Photovoltaikkraftwerk in der Mojave-Wüste nahe Blythe (Kalifornien). Dieses Kraftwerk war ursprünglich als Parabolrinnenkraftwerk geplant. Am 18. August 2011 wurde jedoch in einer Presseerklärung bekannt gegeben, dass das Projekt von Solarthermie auf Photovoltaik umgestellt wird. Die Entscheidung wurde mit der aktuellen Marktsituation begründet.

## Projektverlauf
Die installierte Leistung war anfänglich mit rund 1 GW im Endausbau projektiert. Geplant waren insgesamt vier Kraftwerksblöcke mit einer Leistung von jeweils 242 MW in Parabolrinnentechnik, die zusammen 2,2 TWh an elektrischer Energie pro Jahr erzeugen sollten. Der Strom sollte in das Netz des Energieversorgers Southern California Edison eingespeist werden. Die geplante Grundfläche der Gesamtanlage beträgt 27,5 km². 
Erste bauvorbereitende Maßnahmen wurden Ende 2010 begonnen, der offizielle Spatenstich für die ersten beiden Blöcke sollte im Juni 2011 stattfinden. Die Inbetriebnahme dieser beiden Blöcke war für das vierte Quartal 2013 vorgesehen, zwei weitere Blöcke befanden sich in der Finanzierungsphase. Die Investitionskosten für die beiden ersten Blöcke sollten rund 2,8 Milliarden Dollar betragen. Insgesamt waren über 5 Milliarden Dollar veranschlagt.
Solar Millennium hielt ursprünglich 70 % der Anteile an Solar Trust of America. Solar Millennium versuchte im Rahmen der Insolvenzabwicklung 2011 Solar Trust an Solarhybrid zu verkaufen. Solarhybrid meldete jedoch ebenfalls Insolvenz an, so dass infolge des gescheiterten Verkaufs auch Solar Trust am 2. April 2012 zahlungsunfähig wurde.
Im Januar 2014 wurde die Genehmigung zum Bau eines Solarparks mit 485 MW erteilt. Die Baukosten sollen ca. 1,13 Mrd. US-Dollar betragen.